# Caccobius gonoderus
Caccobius gonoderus är en skalbaggsart som beskrevs av Leon Fairmaire 1888. Caccobius gonoderus ingår i släktet Caccobius och familjen bladhorningar. Inga underarter finns listade.